# Злі еспери
«Злі еспери» (англ. The Angry Espers) — науково-фантастичний роман Ллойда Біггла-молодшого, який опублікувало видавництво Ейс Букс у 1961 році. Вперше вийшов у серпні 1959 року під назвою «Смак вогню» у журналі «Amazing Science Fiction Stories». 1962 року отримав Почесну відзнаку як кандидат на премію «Г'юго» за найкращий роман.

## Сюжет
Пол Корбан прокидається у лікарні в чужому світі, населеному людьми, які виглядають точно як Терранці. Проте, коли він намагається поговорити з лікарями, його питання зустрічають погляди жаху та обурення, а також жахливу тишу. Його рани від аварії космічного корабля загоюються і його господарі пропонують те, що, як видається, є своєрідною терапією, завжди в повній тиші. Він не в змозі задовольнити очікування терапевтів (він навіть не може з'ясувати, чи вони є), тому приїжджає в приємне місце, яке називається Ракстіну, притулок для людей з розумовими вадами.
У Ракстіні він зустрічає прекрасного доктора Аліра, який навчає його розмовної версії доніріанської телепатичної мови. На той час він довідався, що доніріанці володіють силами телепатії, телекінезу та телепортації. Він також закохався в Аліру. Однак, він хоче повернутися додому, і коли він досить добре вивчає доніріанську, то пояснює цей факт Аліру та директору Вілну. Після надання Вілну всієї інформації, яку він міг отримати про Галактичну федерацію, він і Вілн вражені, дізнавшись, що його не буде повернуто додому, адже уряд Доніріану замість цього за власною ініціативою вибрав війну проти Федерації.
Повідомивши Вілну інформацію про Федерацію, Пол дізнається від іншого загубленого терранійця, наскільки пристрасно фанатичні доніріанці, наскільки глибоко вони ненавидять когось, хто не поділяє їх тіледінамічним здібності. Інші загублені терранійці, які потрапили на Донір та звернулися по допомогу, були страчені. І зараз Федерація знаходиться під впливом людей, які вважають всіх терранійців дикунами, які чинять опір. Конфлікт швидко перетворюється на війну злочинності та знищення.
Тим часом Пола виведено з Ракстіни, який є притулком для людей, які не мають телединамічних сил, і відправлено в притулок для справді божевільних. Перед тим, як засуджені зможуть вбити його, Алір рятує його від притулку, відводячи в маєток своєї матері. Там Алір та її мати відновлюють терапію, яка мала на меті допомогти Полові розвинути тіледінамічні сили, проте вона провалилася. Після цього в маєтку з'являться солдати, і Пол ховається від них, піднімаючись на дерево. Солдати знаходять його, і один націлює на нього зброю та відкриває вогонь. Пол втрачає свідомість.
Він приходить до тями, лежачи на тому ж місці в Ракстіни, про яке думав, коли воїн вистрілив в нього: виявляється, що Пол телепортувавався, й він йде, щоб повідомити директора Вілна. Вільн з'ясовує, яка зброя була використана, якесь приголомшливе знаряддя, і він використовує його як терапевтичне пристосування, щоб допомогти Полові розвинути свої приховані телединамічні сили. Пізніше, як повноцінно розвинений теледін, Пол йде до Доніріанської ради й переконує їх членів вступити в переговори щодо миру. Потім Рада обирає Полп та Аліру служити своїми послами в Галактичній федерації.
Наприкінці роману, головний герой, який звільняє себе від чужопланетних викрадачів та розвиває в собі тіледінамічні здібності, «Злі еспери» можуть нагадати читачеві закінчення роману Алана Е. Нурса «Ракета до чистилища».

## Історія публікацій
- 1959, US, Ziff-Davis Publishing Company (Amazing Science Fiction Stories (better known as Amazing Stories), Vol. 33, No. 8 (Aug 1959)), OCLC #11426129, Magazine (148 pp), as A Taste of Fire.[2]
- 1961, US, Ace Books (Ace Double #D-485), OCLC #2592544, paperback (136 pp).[2]
- 1961, Germany, Moewig Verlag (Terra Sonderband #47), OCLC #11426036, digest (94 pp), as Die Unbesiegbaren (The Invincibles).[2][3]
- 1968, United Kingdom, Robert Hale Ltd., ISBN 0-7091-0323-9, Pub date Aug 1968, hardback (192 pp).[2]
- 1969, Germany, Wilhelm Goldmann Verlag (Munich)(Weltraum Taschenbücher Band 109), OCLC #164702667, (150 pp), as Invasion der Supermenschen (Invasion of the Supermen).[3]
- 1971, Brazil, Livros do Brasil (Argonauta #168), OCLC #11426006, paperback (152 pp), as A Guerra dos Fantasmas (The War of the Ghosts)[2][3]
- 1974, Germany, Wilhelm Goldmann Verlag (Munich)(Weltraum Taschenbücher Band 109), OCLC #74160638, (150 pp), as Invasion der Supermenschen (Invasion of the Supermen).[3]

## Перевидання
Книга була перевидана:
- P. Schuyler Miller at Analog Science Fact & Fiction (Jul 1961).[2].

## Нагороди та номінації
У 1962 році «Злі еспери» отримали Почесну відзнаку премії «Г'юго» за найкращий роман.